# Grúzia a 2000. évi nyári olimpiai játékokon
Grúzia az ausztráliai Sydneyben megrendezett 2000. évi nyári olimpiai játékok egyik részt vevő nemzete volt. Az országot az olimpián 10 sportágban 36 sportoló képviselte, akik összesen 6 érmet szereztek.

## Érmesek
| Érem  | Versenyző             | Sportág    | Versenyszám        |
| ----- | --------------------- | ---------- | ------------------ |
| Bronz | Akaki Csacsua         | Birkózás   | Kötöttfogás, 63 kg |
| Bronz | Muhran Vahtangadze    | Birkózás   | Kötöttfogás, 85 kg |
| Bronz | Eldar Kurtanidze      | Birkózás   | Szabadfogás, 97 kg |
| Bronz | Georgios Vazagkasvili | Cselgáncs  | Férfi harmatsúly   |
| Bronz | Vladimer Csanturia    | Ökölvívás  | Nehézsúly          |
| Bronz | Giorgi Aszanidze      | Súlyemelés | Férfi 85 kg        |

## Atlétika
Férfi
| Versenyző      | Versenyszám | Előfutam | Előfutam | Előfutam | Negyeddöntő | Negyeddöntő | Negyeddöntő | Elődöntő | Elődöntő | Elődöntő | Döntő   | Döntő    |
| Versenyző      | Versenyszám | Idő      | Hely.    | Össz.    | Idő         | Hely.       | Össz.       | Idő      | Hely.    | Össz.    | Idő     | Helyezés |
| -------------- | ----------- | -------- | -------- | -------- | ----------- | ----------- | ----------- | -------- | -------- | -------- | ------- | -------- |
| Ruslan Rusidze | 100 m       | 10,70    | 7.       | 71.      | kiesett     | kiesett     | kiesett     | kiesett  | kiesett  | kiesett  | kiesett | kiesett  |

Női
| Versenyző       | Versenyszám | Előfutam | Előfutam | Előfutam | Negyeddöntő | Negyeddöntő | Negyeddöntő | Elődöntő | Elődöntő | Elődöntő | Döntő   | Döntő    |
| Versenyző       | Versenyszám | Idő      | Hely.    | Össz.    | Idő         | Hely.       | Össz.       | Idő      | Hely.    | Össz.    | Idő     | Helyezés |
| --------------- | ----------- | -------- | -------- | -------- | ----------- | ----------- | ----------- | -------- | -------- | -------- | ------- | -------- |
| Tamara Shanidze | 100 m       | 12,56    | 8.       | 66.*     | kiesett     | kiesett     | kiesett     | kiesett  | kiesett  | kiesett  | kiesett | kiesett  |

* - egy másik versenyzővel azonos eredményt ért el

## Birkózás
Kötöttfogású
| Versenyző             | Versenyszám | Csoportkör                                                                                                  | Csoportkör | Negyeddöntő                   | Elődöntő                           | Bronz- mérkőzés                                | Döntő             | Helyezés |
| Versenyző             | Versenyszám | Ellenfél Eredmény                                                                                           | Hely.      | Ellenfél Eredmény             | Ellenfél Eredmény                  | Ellenfél Eredmény                              | Ellenfél Eredmény | Helyezés |
| --------------------- | ----------- | --- | ---------- | ----------------------------- | ---------------------------------- | ---------------------------------------------- | ----------------- | -------- |
| Aleksandr Tsertsvadze | 54 kg       | 1. csoport · Alfred Ter-Mkrtchyan (GER) · 0–5 · Tero Katajisto (FIN) · 4–2                                  | 2.         | kiesett                       | kiesett                            | kiesett                                        | kiesett           | 15.      |
| K'oba Guliashvili     | 58 kg       | 2. csoport · Ali Ashkani (IRI) · 0–7 · Majoros István (HUN) · 3–0                                           | 2.         | kiesett                       | kiesett                            | kiesett                                        | kiesett           | 14.      |
| Akaki Csacsua         | 63 kg       | 3. csoport · Vaginak Galsztjan (ARM) · 6–5 · Yi Shanjun (CHN) · 11–0                                        | 1.         | Bakhodir Kurbanov (UZB) · 3–2 | Vartyeresz Szamurgasev (RUS) · 4–7 | Beat Motzer (SUI) · 6–2                        |                   |          |
| T'ariel Melelashvili  | 76 kg       | 6. csoport · Matt Lindland (USA) · 0–3 · Yevgeny YerofayloV (UZB) · 4–0 · Kader Silia (ALG) · 4–0 (sérülés) | 2.         | kiesett                       | kiesett                            | kiesett                                        | kiesett           | 8.       |
| Muhran Vahtangadze    | 85 kg       | 4. csoport · Toomas Proovel (EST) · 6–4 · Raatbek Szanatbajev (KGZ) · 2–1                                   | 1.         | Valerij Cilenyc (BLR) · 6–5   | Hamza Yerlikaya (TUR) · 0–3        | Fritz Aanes (NOR) · 4–0                        |                   |          |
| Gennady Chkhaidze     | 97 kg       | 4. csoport · Andrzej Wroński (POL) · 2–0 · Hakkı Başar (TUR) · 4–2                                          | 1.         | Garrett Lowney (USA) · 0–2    |                                    | Az 5. helyért · Szergej Matvijenko (KAZ) · 1–1 |                   | 5.       |
| Mirian Giorgadze      | 130 kg      | 2. csoport · Dzmitrij Debelka (BLR) · 0–3 · Eddy Bengtsson (SWE) · 0–4                                      | 3.         | kiesett                       | kiesett                            | kiesett                                        | kiesett           | 20.      |

Szabadfogású
| Versenyző          | Versenyszám | Csoportkör                                                                  | Csoportkör | Negyeddöntő                 | Elődöntő                        | Bronz- mérkőzés                                       | Döntő             | Helyezés |
| Versenyző          | Versenyszám | Ellenfél Eredmény                                                           | Hely.      | Ellenfél Eredmény           | Ellenfél Eredmény               | Ellenfél Eredmény                                     | Ellenfél Eredmény | Helyezés |
| ------------------ | ----------- | --------------------------------------------------------------------------- | ---------- | --------------------------- | ------------------------------- | ----------------------------------------------------- | ----------------- | -------- |
| Davit Pogoszian    | 58 kg       | 3. csoport · I Jongszam (PRK) · 2–1 · Andrej Fašánek (SVK) · 5–1            | 1.         | Terry Brands (USA) · 2–4    |                                 | Az 5. helyért · Oyuunbilegiin Pürevbaatar (MGL) · 6–0 |                   | 5.       |
| Otar Tusisvili     | 63 kg       | 2. csoport · Carlos Ortíz (CUB) · 1–6 · Mijata Kazujuki (JPN) · 3–4         | 3.         | kiesett                     | kiesett                         | kiesett                                               | kiesett           | 15.      |
| Emzarios Betinidis | 69 kg       | 1. csoport · Daniel Igali (CAN) · 0–3 · Amir Tavakolian (IRI) · 4–5         | 3.         | kiesett                     | kiesett                         | kiesett                                               | kiesett           | 17.      |
| Guram Mch'edlidze  | 76 kg       | 4. csoport · Adem Bereket (TUR) · 0–3 · Ritter Árpád (HUN) · 3–0            | 2.         | kiesett                     | kiesett                         | kiesett                                               | kiesett           | 13.      |
| Eldar Kurtanidze   | 97 kg       | 1. csoport · Arawat Sabejew (GER) · 3–1 · Ričardas Pauliukonis (LTU) · 11–1 | 1.         | Alirezá Hejdari (IRI) · 1–0 | Szagid Murtazalijev (RUS) · 1–3 | Marek Garmulewicz (POL) · 4–1                         |                   |          |
| Aleksi Modebadze   | 130 kg      | 6. csoport · Abbas Jadidi (IRI) · 0–4 · Efsztáthiosz Topalídisz (GRE) · 5–0 | 2.         | kiesett                     | kiesett                         | kiesett                                               | kiesett           | 10.      |

## Cselgáncs
Férfi
| Versenyző             | Versenyszám  | Selejtező         | 32-es főtábla                        | Nyolcaddöntő                     | Negyeddöntő                           | Elődöntő          | Vigaszág első kör                        | Vigaszág negyeddöntő                 | Vigaszág elődöntő                 | Bronz- mérkőzés                      | Döntő             | Helyezés    |
| Versenyző             | Versenyszám  | Ellenfél Eredmény | Ellenfél Eredmény                    | Ellenfél Eredmény                | Ellenfél Eredmény                     | Ellenfél Eredmény | Ellenfél Eredmény                        | Ellenfél Eredmény                    | Ellenfél Eredmény                 | Ellenfél Eredmény                    | Ellenfél Eredmény | Helyezés    |
| --------------------- | ------------ | ----------------- | ------------------------------------ | -------------------------------- | ------------------------------------- | ----------------- | ---------------------------------------- | ------------------------------------ | --------------------------------- | ------------------------------------ | ----------------- | ----------- |
| Nest'or Khergiani     | Légsúly      | erőnyerő          | Csong Szokkjong (KOR) · 0001-1110    |                                  |                                       |                   | Dorjpalamyn Narmandakh (MGL) · 1121-0000 | Bazarbek Donbaj (KAZ) · 0010-0110    | kiesett                           | kiesett                              |                   | 9.          |
| Georgios Vazagkasvili | Harmatsúly   | erőnyerő          | Yordanis Arencibia (CUB) · 1000-0001 | Pedro Caravana (POR) · 1101-0010 | Girolamo Giovinazzo (ITA) · 0000-1010 |                   |                                          | Henrique Guimarães (BRA) · 1010-0000 | Han Dzsihvan (KOR) · 1100-0010    | Patrick van Kalken (NED) · 0210-0110 |                   |             |
| Georgi Gugava         | Középsúly    |                   | Dmitrij Morozov (RUS) · 0001-1001    | kiesett                          | kiesett                               | kiesett           |                                          |                                      |                                   |                                      |                   | helyezetlen |
| Giorgi Revazishvili   | Könnyűsúly   | erőnyerő          | Andrey Shturbabin (UZB) · 0011-1001  | kiesett                          | kiesett                               | kiesett           |                                          |                                      |                                   |                                      |                   | helyezetlen |
| Iveri Jikurauli       | Félnehézsúly | erőnyerő          | Yen Kuo-Che (TPE) · 1010-0000        | Radu Ivan (ROU) · 1001-0001      | Nicolas Gill (CAN) · 0010-0011        |                   |                                          | Ben Sonnemans (NED) · 0110-0001      | Jurij Sztyopkin (RUS) · 0010-1011 | kiesett                              |                   | 7.          |
| Aleksi Davitashvili   | Nehézsúly    | erőnyerő          | Selim Tataroğlu (TUR) · 0001-0011    | kiesett                          | kiesett                               | kiesett           |                                          |                                      |                                   |                                      |                   | helyezetlen |

## Íjászat
Női
| Versenyző                                                      | Versenyszám | Selejtező | Selejtező | 64-es főtábla                          | 32-es főtábla     | Nyolcaddöntő                                                                               | Negyeddöntő       | Elődöntő          | Döntő             | Helyezés |
| Versenyző                                                      | Versenyszám | Pont      | Kiemelt   | Ellenfél Eredmény                      | Ellenfél Eredmény | Ellenfél Eredmény                                                                          | Ellenfél Eredmény | Ellenfél Eredmény | Ellenfél Eredmény | Helyezés |
| -------------------------------------------------------------- | ----------- | --------- | --------- | -------------------------------------- | ----------------- | ------------------------------------------------------------------------------------------ | ----------------- | ----------------- | ----------------- | -------- |
| Asmat Diasamidze                                               | Egyéni      | 612       | 53.       | Lin Yi-Yin (TPE) (12.) · 140-158       | kiesett           | kiesett                                                                                    | kiesett           | kiesett           | kiesett           | 60.      |
| Khatuna Kvrivishvili-Lorig                                     | Egyéni      | 627       | 33.       | Melissa Jennison (AUS) (32.) · 151-160 | kiesett           | kiesett                                                                                    | kiesett           | kiesett           | kiesett           | 46.      |
| Hatuna Narimanidze                                             | Egyéni      | 623       | 38.       | Kate Fairweather (AUS) (27.) · 158-166 | kiesett           | kiesett                                                                                    | kiesett           | kiesett           | kiesett           | 34.      |
| Khatuna Kvrivishvili-Lorig Hatuna Narimanidze Asmat Diasamidze | Csapat      | 627       | 12.       |                                        |                   | Németország (GER) · Cornelia Pfohl · Barbara Mensing · Sandra Wagner-Sachse (5.) · 216-231 | kiesett           | kiesett           | kiesett           | 12.      |

## Műugrás
Női
| Versenyző       | Versenyszám        | Selejtező | Selejtező | Elődöntő | Elődöntő | Döntő   | Döntő    |
| Versenyző       | Versenyszám        | Pont      | Helyezés  | Pont     | Helyezés | Pont    | Helyezés |
| --------------- | ------------------ | --------- | --------- | -------- | -------- | ------- | -------- |
| Nana Nebieridze | Egyéni toronyugrás | 252,09    | 26.       | kiesett  | kiesett  | kiesett | kiesett  |

## Ökölvívás
| Versenyző            | Versenyszám | Selejtező                  | Nyolcaddöntő                       | Negyeddöntő                   | Elődöntő                             | Döntő             | Helyezés |
| Versenyző            | Versenyszám | Ellenfél Eredmény          | Ellenfél Eredmény                  | Ellenfél Eredmény             | Ellenfél Eredmény                    | Ellenfél Eredmény | Helyezés |
| -------------------- | ----------- | -------------------------- | ---------------------------------- | ----------------------------- | ------------------------------------ | ----------------- | -------- |
| Teimuraz Khurtsilava | Harmatsúly  | Aram Ramazjan (ARM) · 12-9 | Raimkul Malahbekov (RUS) · 7-13    | kiesett                       | kiesett                              | kiesett           | 9.       |
| Vladimer Csanturia   | Nehézsúly   |                            | Moustafa Amrou Mahmoud (EGY) · RSC | Ruslan Chagayev (UZB) · 18-13 | Szultan-Ahmed Ibragimov (RUS) · 4-19 | kiesett           |          |

RSC - a játékvezető megállította a mérkőzést

## Sportlövészet
Női
| Versenyző                   | Versenyszám   | Selejtező | Selejtező | Döntő   | Döntő    |
| Versenyző                   | Versenyszám   | Pont      | Helyezés  | Pont    | Helyezés |
| --------------------------- | ------------- | --------- | --------- | ------- | -------- |
| Nino Luarsabishvili-Uchadze | Sportpisztoly | 567       | 33.*      | kiesett | kiesett  |
| Nino Luarsabishvili-Uchadze | Légpisztoly   | 375       | 28.**     | kiesett | kiesett  |
| Nino Szalukvadze            | Légpisztoly   | 376       | 25.**     | kiesett | kiesett  |
| Nino Szalukvadze            | Sportpisztoly | 579       | 11.***    | kiesett | kiesett  |

* - egy másik versenyzővel azonos eredményt ért el

** - két másik versenyzővel azonos eredményt ért el

*** - három másik versenyzővel azonos eredményt ért el

## Súlyemelés
| Versenyző        | Versenyszám | Szakítás                 | Szakítás                 | Lökés    | Lökés    | Összesen | Helyezés |
| Versenyző        | Versenyszám | Eredmény                 | Helyezés                 | Eredmény | Helyezés | Összesen | Helyezés |
| ---------------- | ----------- | ------------------------ | ------------------------ | -------- | -------- | -------- | -------- |
| Giorgi Aszanidze | 85 kg       | 180,0                    | 1.                       | 210,0    | 4.*      | 390,0    |          |
| Mukhran Gogia    | 105 kg      | érvényes kísérlet nélkül | érvényes kísérlet nélkül | kiesett  | kiesett  | kiesett  | kiesett  |
| Valeriane Sarava | +105 kg     | 170,0                    | 18.                      | 215,0    | 15.*     | 385,0    | 16.      |

* - egy másik versenyzővel azonos eredményt ért el

## Torna
Férfi
| Versenyző      | Versenyszám      | Selejtező | Selejtező | Döntő    | Döntő    |
| Versenyző      | Versenyszám      | Pontszám  | Helyezés  | Pontszám | Helyezés |
| -------------- | ---------------- | --------- | --------- | -------- | -------- |
| Ilia Giorgadze | Talaj            | 9,337     | 30.**     | kiesett  | kiesett  |
| Ilia Giorgadze | Ugrás            | 9,262     | 54.       | kiesett  | kiesett  |
| Ilia Giorgadze | Korlát           | 9,637     | 12.       | kiesett  | kiesett  |
| Ilia Giorgadze | Nyújtó           | 9,737     | 7.**      | 9,625    | 6.       |
| Ilia Giorgadze | Gyűrű            | 9,450     | 44.       | kiesett  | kiesett  |
| Ilia Giorgadze | Lólengés         | 9,525     | 40.*      | kiesett  | kiesett  |
| Ilia Giorgadze | Egyéni összetett | 56,948    | 12.       | kiesett  | kiesett  |

* - egy másik versenyzővel azonos eredményt ért el

** - két másik versenyzővel azonos eredményt ért el

### Ritmikus gimnasztika
| Versenyző        | Versenyszám | Selejtező | Selejtező | Selejtező | Selejtező | Selejtező | Selejtező | Selejtező | Selejtező | Selejtező | Selejtező | Döntő   | Döntő   | Döntő   | Döntő   | Döntő   | Döntő   | Döntő   | Döntő   | Döntő    | Döntő    |
| Versenyző        | Versenyszám | Kötél     | Kötél     | Karika    | Karika    | Labda     | Labda     | Szalag    | Szalag    | Összesen  | Összesen  | Kötél   | Kötél   | Karika  | Karika  | Labda   | Labda   | Szalag  | Szalag  | Összesen | Összesen |
| Versenyző        | Versenyszám | Pont      | Hely.     | Pont      | Hely.     | Pont      | Hely.     | Pont      | Hely.     | Pont      | Hely.     | Pont    | Hely.   | Pont    | Hely.   | Pont    | Hely.   | Pont    | Hely.   | Pont     | Hely.    |
| ---------------- | ----------- | --------- | --------- | --------- | --------- | --------- | --------- | --------- | --------- | --------- | --------- | ------- | ------- | ------- | ------- | ------- | ------- | ------- | ------- | -------- | -------- |
| Inga Tavdishvili | Egyéni      | 9,483     | 21.       | 9,491     | 21.       | 9,558     | 20.       | 9,550     | 19.       | 38,082    | 21.       | kiesett | kiesett | kiesett | kiesett | kiesett | kiesett | kiesett | kiesett | kiesett  | kiesett  |

### Trambulin
| Versenyző        | Versenyszám | Selejtező | Selejtező | Döntő    | Döntő    |
| Versenyző        | Versenyszám | Pontszám  | Helyezés  | Pontszám | Helyezés |
| ---------------- | ----------- | --------- | --------- | -------- | -------- |
| Rusudan Khoperia | Női         | 62,3      | 6.        | 7,5      | 7.       |

## Úszás
Férfi
| Versenyző     | Versenyszám | Előfutam | Előfutam | Előfutam | Elődöntő | Elődöntő | Elődöntő | Döntő   | Döntő    |
| Versenyző     | Versenyszám | Idő      | Hely.    | Össz.    | Idő      | Hely.    | Össz.    | Idő     | Helyezés |
| ------------- | ----------- | -------- | -------- | -------- | -------- | -------- | -------- | ------- | -------- |
| Zurab Beridze | 50 m gyors  | 24,28    | 3.       | 54.      | kiesett  | kiesett  | kiesett  | kiesett | kiesett  |